# Stoječi kol
Stoječi kol (tudi Stoječi steber) ali džandžvang (kitajsko: 站桩; pinjin: zhan zhuang; Wade–Giles: chan chuang; v južnokitajski izgovorjavi podobno kot džem džong) je sistem čigung vaj, za katere so značilne mirujoče stoje, in katerih namen je razvijati stabilnost in moč ter okrepiti svoje zdravje. Med tem, ko je pri medicinskem čigungu glavni poudarek na krepitvi zdravja in sproščenosti, se Stoječi kol lahko uporablja tudi kot priprava za borilne veščine, saj krepi telesno stabilnost in moč ter povečuje sposobnost za napad in obrambo.

## Zgodovina
V klasičnem delu tradicionalne kitajske medicine, ki ima naslov Huangdinejđing (»Interni zakonik Rumenega cesarja«; napisan med 5. in 3. stoletjem pr.n.š.), se v poglavju Šanggutjandženlun (上古天真论) pojavi stavek »Stoj v samoti in čuvaj svojega duha«. Na nekem drugem mestu Huangdinejđing omenja sproščanje starodavnih duhovnih bitij, ki so »stala med nebom in zemljo«. Okrog leta 600 je zdravnik Čao Juan Fang napisal delo Džubingjuanhoulun, v katerem je omenil »vzravnano držo«.  Obstaja velika verjetnost, da se omenjeni stavki nanašajo na vadbo Stoječega kola. Skozi stoletja se je razvilo mnogo oblik vadbe Stoječega kola. Vadba Džandžvanga pa se je pričela množično širiti šele v petdesetih letih 20. stoletja.

## Vadba
Za vadbo Stoječega kola so značilne mirujoče stoječe drže z eno ali obema nogama na tleh. Vse mirujoče drže, ki si jih lahko zamislimo, nam lahko dajejo občutek, da so energijsko močne.

### Vadba posameznih drž
Pred pričetkom vadbe Stoječega kola moramo obvezno narediti ogrevalne vaje,  V nekaterih praksah čigunga je Stoječi kol vključen tako, da že sledi nizu razteznih vaj, npr. v śjanggungu, vumingčigungu in v Falungungu. Pogosto gre pri ogrevalnih vajah za izvajanje Osmih brokatnih vaj. Po zaključku vadbe pa lahko vadimo čigung hojo.
Pri osnovnem nivoju vadbe stojimo z vzporednimi stopali, ki gledajo naprej, pri čemer mora biti razdalja med stopali enaka širini ramen. Obvezno stojimo vzravnano. Spodnja čeljust je rahlo potegnjena nazaj, zobje so rahlo razdvojeni. Jezik se običajno dotika neba. Obraz je bodisi spokojen z zaprtimi ustnicami ali pa so usta v rahlem smehljaju. Oči so lahko odprte ali zaprte. Nekateri priporočajo, da s pokrčenjem mišic presredek oziroma anus nekoliko privzdignjen. Um mora postati umirjen.
Priporoča se, da džandžuvang na pričetku vadimo le enkrat dnevno, kasneje pa lahko tudi dvakrat dnevno. Prav tako je priporočljivo, da na pričetku  določeno držo vadimo le nekaj minut, nato pa podaljšujemo čas vadbe, dokler v drži ne vztrajamo do 20 minut.
Priporočljivo je, da se Stoječega kola lotimo z osnovno vajo, ki se imenuje Vuđi. Pri tej vaji stojimo naravno, roke visijo ob telesu. Šele nato napredujemo k vse bolj zahtevnim vajam.
Med najbolj osnovnimi vajami je Držanje balona pred trebuhom, kjer kolena običajno že nekoliko upognemo. Držanje balona pred prsmi je še bolj poznana vaja in naj bi ugodno vplivala na vso hrbtenico.

### Običajne napake
Pri vadbi Stoječega kola je potrebno paziti, da ne napravimo sledečih standardnih napak:
- ne smemo zadrževati diha oziroma izsiljevati dihanja[2]
- ko pokrčimo kolena, kolena ne smejo segati bolj v ospredje kot segajo prsti na nogah[18]
- vaj se lotimo brez predhodnih ogrevalnih vaj[6]
- pri vadbi ne smemo nadzorovati svoje moči[2]
- ne smemo izbočiti prsi in vbočiti trebuha, ampak moramo stati vzravnano[2]

### Klasifikacija
- Stoječi kol hkrati spada med vajdan in nejdan vaje čigunga.[5]
- Džandžvang lahko vadimo tako, da sledimo zaporedju določenih vaj. Tako npr. lahko z njimi poskušamo aktivirati Mali nebeški krogotok [19] Po drugi strani si lahko vsak dan izberemo poudarek na poljubni vaji.[5]
- Džandžvang lahko vadimo z uporabo vizualizacij in z drugimi umskimi aktivnostmi,[3] lahko pa ga vadimo brez poudarka na mislih ali vizualizacijah.[20]
- glede na pokrčenost kolen lahko vadbo Stoječega kola delimo na visoko držo (brez pokrčenosti kolen), srednjo držo (z zmerno pokrčenostjo kolen) in nizko (z zelo veliko pokrčenostjo kolen).[3]
- glede na držo rok lahko vadbo Stoječega kola delimo na nizko držo rok (okrog spodnjega dantjana), srednjo držo rok (okrog srednjega dantjana) in visoko držo rok (okrog gornjega dantjana).[21]
- glede na običajno stojo na dveh nogah Stoječi kol delimo na osnovni nivo in na napredni nivo, kjer večji del teže prenašamo na eno nogo, kjer stojimo le na eni nogi ali pa imamo telo zasukano oziroma pripognjeno.[22]

## Učinki
Po tradicionalni razlagi naj bi redna vadba Stoječega kola omogočala odprtje energijskih meridianov v telesu, pri čemer naj bi se povečal tudi nivo čija. Predvsem vadba položajev z rokami v bližini glave naj bi povzročala dvig modrosti in pogosto tudi zunajčutne zaznave.
Osnovne raziskave džandžvanga  kažejo, da ima redna vadba največjo moč predvsem pri odpravljanju visokega krvnega pritiska in nevrastenije. Sicer pa vadba Stoječega kola pomaga tudi pri sproščanju, lajšanju diabetesa, pospeševanju krvnega obtoka, izboljšanju dihanja in izboljšanju težav pri drži hrbtenice. Na splošno koristi zdravju srca, pomaga pri artritisu, astmi, gastroenteritisu, hepatitisu, lipomu, povečani ščitnici, na Kitajskem pa Stoječi kol uporabljajo tudi za zdravljenje rakavih obolenj.
Pri vadbi Stoječega kola se lahko pojavijo običajne reakcije. Začetniki pogosto poročajo o bolečinah v mišicah oziroma o trzanju mišic med vadbo. V kolikor nimamo močneje pokrčenih kolen, so obremenjene predvsem roke, kjer se lahko pojavijo bolečine ali občutek teže- toda po vadbi praviloma sledi občutek sproščenosti telesa brez občutka utrujenosti, ki je značilen za fizično delo. Ostale reakcije so otrplost, občutenje toplote, občutek asimetrije, spontano tresenje telesa, pri tem pa tresenje in bolečine praviloma minejo že po nekaj tednih redne vadbe. Pogosteje se tresenje pojavlja pri držanju rok nad nivojem ramen.

## Kontraindikacije
Paziti je potrebno, da se vadbe lotimo ustrezno ogreti, in da napredujemo postopoma, saj tako zmanjšamo možnost zapletov. Vadba z držo rok nad glavo lahko povzroči zunajčutne zaznave barv in vonjav, vendar pa so takšne drže lahko škodljive za ljudi s srčnimi obolenji ali za ljudi z večjimi duševnimi motnjami.